# 오후 (잡지)
《오후》(Owho)는 시공사에서 발행하던 격월간 레이디스 코믹스 잡지이다. 2003년 5월에 창간되어 2004년 5월에 폐간되었다. 편집장은 서울문화사의 만화 잡지 《윙크》의 초대 편집장이던 강인선이었다. 

## 연재작 목록
- 마담 베리의 살롱 / 권교정
- 미스터 레인보우 / 송채성
- 사랑해야 하는 딸들 / 후미 요시나가
- 백귀야행 / 이마 이치코
- 온 / 유시진
- Welcome to Rio / 한승희
- 달에서 온 소년 / 나예리
- 저기 도깨비가 간다 / 새(이진경)
- Hershe (중편) / 이빈
- People (중편) / 서문다미
- Never Say Never (중편) / 심혜진